# Inui Daichi
Inui Daichi (乾 大知 Inui Daichi, sinh ngày 2 tháng 12 năm 1989) là một cầu thủ bóng đá người Nhật Bản hiện tại thi đấu cho V-Varen Nagasaki.

## Thống kê câu lạc bộ
Cập nhật đến ngày 23 tháng 2 năm 2018.
| Thành tích câu lạc bộ | Thành tích câu lạc bộ                | Thành tích câu lạc bộ | Giải vô địch | Giải vô địch | Cúp                   | Cúp                   | Tổng cộng | Tổng cộng |
| Mùa giải              | Câu lạc bộ                           | Giải vô địch          | Số trận      | Bàn thắng    | Số trận               | Bàn thắng             | Số trận   | Bàn thắng |
| Nhật Bản              | Nhật Bản                             | Nhật Bản              | Giải vô địch | Giải vô địch | Cúp Hoàng đế Nhật Bản | Cúp Hoàng đế Nhật Bản | Tổng cộng | Tổng cộng |
| --------------------- | ------------------------------------ | --------------------- | ------------ | ------------ | --------------------- | --------------------- | --------- | --------- |
| 2010                  | Đại học Kinh tế Ryutsu               | JFL                   | 16           | 0            | -                     | -                     | 16        | 0         |
| 2012                  | Thespa Kusatsu / Thespakusatsu Gunma | J2 League             | 7            | 0            | 0                     | 0                     | 7         | 0         |
| 2013                  | Thespa Kusatsu / Thespakusatsu Gunma | J2 League             | 34           | 2            | 1                     | 0                     | 35        | 0         |
| 2014                  | Thespa Kusatsu / Thespakusatsu Gunma | J2 League             | 9            | 0            | 0                     | 0                     | 9         | 0         |
| 2015                  | Thespa Kusatsu / Thespakusatsu Gunma | J2 League             | 21           | 0            | 1                     | 0                     | 22        | 0         |
| 2016                  | Thespa Kusatsu / Thespakusatsu Gunma | J2 League             | 29           | 2            | 1                     | 0                     | 30        | 2         |
| 2017                  | V-Varen Nagasaki                     | J2 League             | 40           | 4            | 0                     | 0                     | 40        | 4         |
| Tổng                  | Tổng                                 | Tổng                  | 140          | 8            | 3                     | 0                     | 143       | 8         |